# Everland
Az Everland Dél-Korea legnagyobb élményparkja, mely látogatottság alapján a világon a 12., Ázsiában pedig az 5. legnagyobb volt 2011-ben összesen 6 millió 570 ezer látogatóval. Ugyanebben az évben az Everland Caribbean Bay elnevezésű víziparkja a hatodik legnagyobb volt a világon, 1 497 000-es látogatószámmal. Az Everland Resort a Samsung tulajdonában van. Az élménypark az Everline könnyűmetró Csonde–Everland állomásától közelíthető meg busszal.